# Маркова, Елена Ивановна
Еле́на Ив́ановна Ма́ркова (род. 1947) — советский и российский лингвист, писатель. Доктор филологических наук. Заслуженный деятель науки Республики Карелия. Ведущий научный сотрудник Сектора литературоведения Института языка, литературы и истории КарНЦ РАН. Член редакционного совета журнала «Север». Член Союза писателей России, член Союза концертных деятелей России.

## Биография
В 1970 году окончила с отличием Петрозаводский государственный университет им. О. В. Куусинена по специальности «филолог»; преподаватель русского языка и литературы, в 1974 г. — аспирантуру ПГУ по специальности «советская литература».
В 1975 г. защитила кандидатскую диссертацию «Творчество М. С. Шагинян в истории русской советской детской литературы» (Петрозаводск, ПГУ).
В течение 11 лет занималась преподавательской деятельностью в школе и вузе: в Шелтозерской средней школе (КАССР, 1970—1971), в 18-й средней школе г. Петрозаводска (1982—1984), в Ивано-Франковском педагогическом институте им. В. Стефаника (УССР, 1974—1976) и Стерлитамакском педагогическом институте (БАССР, 1976—1982).
С 10 октября 1984 г. работает в Институте языка, литературы и истории. Прошла ступеньки от младшего научного сотрудника, научного, старшего научного и ведущего научного сотрудника сектора литературы. С ноября 2007 г. приступила к обязанностям зав. сектором литературы, с марта 2010 — зав. сектором литературы и фольклора, с 1 марта 2016 является зав. сектором литературоведения.
В 1988 г. стажировалась в ИМЛИ им. А. М. Горького АН СССР.
В 2000 году защитила докторскую диссертацию по монографии «Творчество Николая Клюева в контексте севернорусского словесного искусства» в Институте мировой литературы им. А. М. Горького, в этом же году была утверждена в ученой степени доктора филологических наук.
Выступает с докладами на международных, всероссийских и региональных научных конференциях в Петрозаводске, Москве (ИМЛИ им. А. М. Горького РАН, Литературный институт им. А. М. Горького, МГПУ и др.), Ленинграде-Санкт-Петербурге (ИРЛИ (Пушкинский Дом) РАН и др.), Вологде, Вытегре, Волгограде, Новгороде Великом, Горьком (Нижнем Новгороде), Рязани, Смоленске, Томске и др. Также выступает с докладами на авторитетных форумах писателей: Конгрессах финно-угорских писателей (Сыктывкар, 1998 и Петрозаводск, 2006 — основной доклад), на Литературной сессии писателей Баренц-региона (2005, Швеция и др.).
С 2007 года постоянно проводит совместно с Петрозаводской библиотекой имени Н. А. Клюева «Клюевские чтения».